# Павле Ћосић
Павле Ћосић  (Београд, 24. август 1967) српски је лингвиста, писац, лексикограф, сатиричар и издавач. Такође је познат по свом мултимедијалном сатиричном ангажману унутар, сад већ непостојеће, културно-уметничке групе Илегални посластичари. Основни циљ групе био је да подигне грађанску свест, а рад се заснивао на исмевању друштвено и политички значајних тема, као и на ширењу лажних вести са циљем да се раскринкају механизми и обрасци функционисања медија и пропаганде. У склопу свог ангажмана, група је организовала концерте, изложбе, промоције и друга културна дешавања. Магистрирао је на лингвистици што му је основна и најважнија професија. Осим наведеним ангажманима, бавио се и филмом и филмском критиком, као и блоговима од којих је најпознатији блог Светопавље и блог на страници портала Корнет.

## Издаваштво, уметност и лингвистика
Настанак издавачке куће Корнет, чији је Ћосић власник, а која је и названа по Илегалним посластичарима као њихова подружница, започела је с радом тако што је објављивала блогове са жељом да промовише неафирмисане ауторе. Прво издање Корнета била је сликовница Бориса Старешине Марко Краљевић – Натприродни циклус (2006), потом роман Ивана Тобића Тобиђења, душо моја, збирка прича Дивне Пешкир Домицид, а затим и Ћосићев роман Лепосава који је доживео велики успех и много издања, а ушао је и у ужи избор за Нинову награду. Наредне године, Ћосић исто за Корнет објављује своје најсвеобухватније дело, Речник синонима, са преко 23.000 одредница, 2008. године. (ово издање Речника се још од 2012. године налази у српском Викиречнику уступком аутора, а у плану је и онлајн издање другог и допуњеног издања као засебне странице на интернету). Друго, допуњено издање тог речника са регистром под називом Српски речник синонима, изашло је 2019. године. Овом делу претходило је друго значајно дело из области језика, Српски за странце (тестови, вежбања, игре), издато 2004. за време Ћосићевог боравка на месту лектора на Универзитету Адам Мицкјевич у Познању, у Пољској. Осим што је радио на сопственим пројектима, уз подршку лингвисте Ивана Клајна, Ћосић је потпомогао, у функцији сарадника, и издање Речника колоквијалног говора Данка Шипке, издатог за Данвуди прес из Спрингфилда 2000. године. Од 2010. до 2014. године имао је своју сатиричну колумну у недељнику Печат у ком је објављивао сатиричне текстове у виду лажних вести. Тај период прекинут је његовим привођењем због наводне претње смрћу Александру Вучићу преко друштвене мреже Фејсбуk.
Илегални посластичари су, поред лажних вести, највише запамћени по постављању Ћошка Салвадора Далија у Београду на углу Симине и Капетан Мишине улице 2007. године који је постао туристичка атракција, Ћошку Марка Краљевића у Шангају 2008. године у оквиру Фестивала међународне савремене уметности, и Бандери Илегалних посластичара у Љубљани у Метелковој. Једно време је на истом ћошку, у договору са Сашом Марковићем Микробом на истом ћошку стајао и његов рад под називом „Вентилатор”, али је након годину дана украден.
Ћосићева последња књига из области лингвистике, Језичке недоумице: заблуде и митови, из 2022. године, издата у сарадњи издавачких кућа Корнет и Прометеј.
У марту 1999. за време НАТО бомбардовања СРЈ, Ћосић заједно са Ратком Ристићем, Аленом Велимировић и Нелом Шукаром оснива први српски сајбер магазин, односно сатирични портал, под називом Кромпир. Изашла су четири броја која су допуњавана до 2005. године, а и данас им се може приступити путем платформе Аудиолинукс.

## Филм
Деведесете су обележене Ћосићевим доприносом у области новинарства и уредништва. Осим што је писао колумну о жаргону под називом „Гистро Шатро” за месечник Икс Забава (X Zabava, који је уређивао Петар Луковић), радио је као лектор, филмски критичар и уредник за Дневни телеграф Славка Ћурувије. Корнет као организација ради на оснивању награде која би носила име по ово славном новинару убијеном мучки пред вратима своје куће, пред женом, по повратку кући, за време бомбардовања и сирена за ваздушну опасност. А у њу, Бранку Прпу, нису ни пуцали него су је тако мучки оставили да пати. Још увек се не зна ко су његови убице. Како је то могуће кад сви знамо ко га је убио, односно наручио његово убиство. На тој награди ће писати „За храбро новинарство”. Сарађивао је и са другим дневним листовима и телевизијским и радио-станицама, а аутор је и два кратка филма, документарног Слобо – Клинтоне! из 1999, који је приказан на више европских филмских фестивала и националној холандској телефизији пре краја бомбардовања СРЈ, и играног филма Није добар, није лош, зао, групе Les Autres  у којој су још Стефан Костадиновић и Станислав Стојановић, и у ком је учествовао у улози режисера, сценаристе и сниматеља.
Такође, редитељ је и сценариста за рекламне спотове приручника „Ј езичке недоумице : Заблуде и митови” за Корнетову продукцију на исте издавачке куће. 
Своје поимање света и Београда, као и својих суграђана, Ћосић је обрадио у епизоди „Школско” серије „На веслу прича”. Писци, еколози, филолози и музички уметници деле са гледаоцима своје утиске о модерном времену, историји, екологији, градовима у региону.

## Фикција
Друштвено-политичку климу деведесетих Ћосић је уметнички прерадио у свом једином делу фикције, сатиричном дистопијском роману Лепосава из 2007. године. Роман се нашао у најужем избору за Нинову награду и доживео је три издања од по 1000 примерака. Од 2022. године, роман Лепосава се зове Нова Лепосава и стално се мења од издања у издање, поставши тако јединствен експеримент јер се актери и збивања стално мењају зависно од друштвено-политичке ситуације. По првом издању Лепосаве снимљена је и радио-драма у продукцији РТС Радио Београда.